# Tizatlan

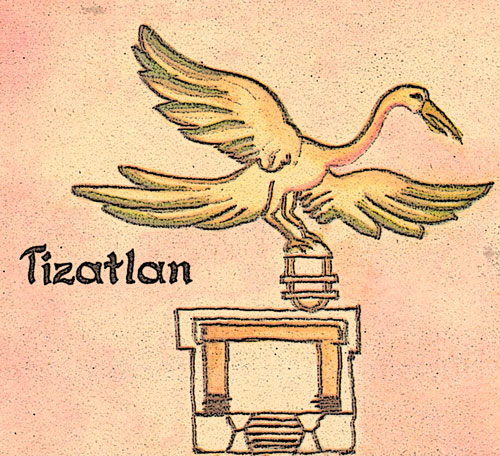
Glifo di Tizatlan

Tizatlan, nel Messico precolombiano, era uno dei quattro altepetl indipendenti che formavano la confederazione di Tlaxcala. Fu il terzo in ordine di tempo ad essere fondato, ed al tempo della conquista dell'impero azteco era, con Ocotelolco, il più potente della federazione. Mentre Ocotelolco aveva il potere economico, ospitando il più grande mercato della regione, Tizatlan ne aveva il dominio militare e comandava gli eserciti Tlaxcallani. Quando gli spagnoli giunsero in Messico, Tizatlan era governata dall'anziano Xicotencatl I "il Vecchio" aiutato dal figlio, capo militare, Xicotencatl II "il Giovane". Con una serie di eventi politici Ocotelolco conquistò il potere su Tizatlan alla fine della conquista. Oggi Tizatlan fa parte della moderna città di Tlaxcala de Xicohténcatl, ed il suo altepetl precolombiano è visitabile come piccolo sito archeologico.

## Descrizione del sito
Una larga piattaforma conduceva ad un tempio, il cui ingresso era preceduto da un porticato di possenti colonne dietro al quale vi sono due altari di pietra affrescati. La parete superiore di questi altari è incavata e contiene un piccolo recipiente chiuso da un coperchio dipinto di rosso, che continua frontalmente con un canale dipinto di nero. Sulla parte superiore dell'alatare A, separate dal canale, si fronteggiano due figure divine: quella di destra rappresenta Tezcatlipoca, riconoscibile dal volto a strisce gialle e nere.